# حذف أول
الإسقاط البدئي أو حذف الأول يراد به عند الصرفيين إسقاط أول الكلمة، حرفا كان أو أكثر.

## أمثلة

### عربية
- فعل الأمر من فعل أمر: مُر وأصله اؤمُر
- حذف الأصلي:
  - يونانية معربة: ماس وأصلها ألماس
  - فرنسية «مغربة»: تريسيان وأصله إلكتريسيان